# Conflitto curdo-turco
Il conflitto curdo-turco, chiamato anche conflitto tra la Turchia e il Partito dei Lavoratori del Kurdistan, conflitto curdo in Turchia, conflitto curdo, insorgenza curda, o ribellione curda  che viene descritto come una rivolta o anche una guerra civile, è un conflitto tuttora in corso tra la Turchia e gli insorti curdi che richiedono l'indipendenza del Kurdistan oppure un'autonomia regionale oltre che maggiori diritti politici e culturali per i curdi residenti nella Repubblica di Turchia.
Il conflitto ha colpito in modo particolare il turismo in Turchia anche per via dei numerosi attentati terroristici di cui è stato caratterizzato.
Il principale gruppo ribelle è il Partito dei Lavoratori del Kurdistan (in curdo Partiya Karkerên Kurdistan, PKK‎) considerato un'organizzazione terroristica dalla Turchia, dagli Stati Uniti e dall'Unione europea. Anche se gli insorti hanno effettuato attacchi nella Turchia occidentale, l'insurrezione opera principalmente nell'est e nel sud-est del Paese. La forte presenza militare del PKK nella regione del Kurdistan iracheno, regione utilizzata come trampolino di lancio per gli attacchi contro la Turchia, ha portato l'esercito turco, il secondo all'interno della NATO per numero di effettivi, a compiere frequenti incursioni terrestri e attacchi aerei e artiglieria nella regione irachena. Ciò è avvenuto a seguito di diversi accordi bilaterali per "l'inseguimento oltre frontiera" tra i governi della Turchia ed il regime iracheno di Saddam Hussein e poiché, in seguito alla deposizione del dittatore iracheno, il Governo Regionale del Kurdistan ha dichiarato che le milizie curde irachene non hanno abbastanza forza militare per impedire al PKK di essere attivo in tale regione.
Il Partito dei Lavoratori del Kurdistan venne fondato nel 1978 nel villaggio di Fis (vicino a Lice) da un gruppo di studenti curdi guidati da Abdullah Öcalan. Il motivo iniziale del PKK era la forte oppressione dell'identità curda in Turchia. Da allora il governo turco incrementò le azioni volte a vietare l'uso della lingua curda, degli abiti, del folclore e dei nomi curdi nell'intero Paese. Nel tentativo di negare la loro esistenza, il governo turco categorizzava i curdi come "turchi delle montagne" fino al 1991. Le parole "curdi" e "Kurdistan" vennero ufficialmente bandite dal governo turco. Dopo il colpo di Stato militare del 1980, la lingua curda venne ufficialmente vietata nella vita pubblica e privata. Molti di coloro che parlavano, pubblicavano o cantavano in curdo venivano arrestati e imprigionati. Il PKK venne quindi formato, come parte di un crescente malcontento per la repressione governativa, nel tentativo di stabilire diritti linguistici, culturali e politici per la minoranza curda in Turchia.
Tuttavia l'insurrezione su vasta scala non ebbe inizio fino al 15 agosto 1984, quando il PKK annunciò l'inizio della rivolta curda. Da quando è iniziato il conflitto, sono morte oltre 50 000 persone, la stragrande maggioranza dei quali erano civili curdi uccisi dalle forze armate turche. La Corte europea dei diritti dell'uomo ha condannato la Turchia per migliaia di violazioni dei diritti umani. Molte sentenze sono collegate alle esecuzioni sistematiche di civili curdi, torture, spostamenti forzati, distruzione di villaggi, arresti arbitrari, omicidi e scomparse di giornalisti, attivisti e politici curdi.
La prima insurrezione è durata fino al 1º settembre 1999, quando il PKK dichiarò un cessate il fuoco unilaterale. Il conflitto armato venne successivamente ripreso il 1º giugno 2004, quando il PKK dichiarò la fine del cessate il fuoco. Dall'estate 2011, il conflitto è diventato sempre più violento con la ripresa delle ostilità su vasta scala. Nel 2013 il governo turco e Abdullah Öcalan, capo del PKK incarcerato, avviarono dei colloqui. Il 21 marzo 2013 Öcalan annunciò la "fine della lotta armata" e un cessate il fuoco con i colloqui di pace.
Il 25 luglio 2015, il PKK annullò il cessate il fuoco del 2013 dopo un anno di tensione a causa di vari eventi, tra cui i bombardamenti turchi che colpirono le posizioni del PKK in Iraq nel mezzo della battaglia delle forze a dominio curdo contro lo Stato islamico dell'Iraq e del Levante (ISIS). Con la ripresa della violenza, centinaia di civili curdi sono stati uccisi e si sono verificate numerose violazioni dei diritti umani, tra cui torture, stupri e distruzione diffusa della proprietà. Le autorità turche hanno distrutto parti sostanziali di molte città a maggioranza curda, incluse Diyarbakır, Şırnak, Mardin, Cizre, Nusaybin, e Yüksekova.

## Panoramica

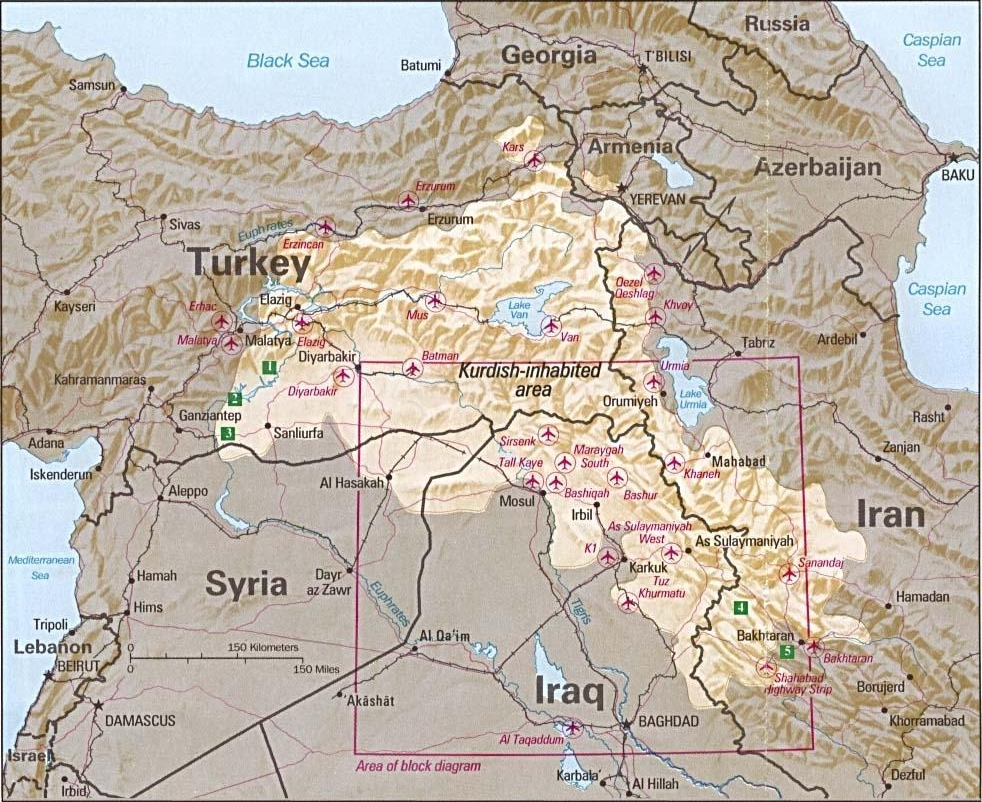
Territori a maggioranza curda

Le ribellioni curde contro l'Impero ottomano risalgono a due secoli fa, ma il conflitto moderno risale alla Guerra d'indipendenza turca dalla quale nacque lo stato turco moderno, il quale ha fin dalla sua nascita attuato politiche fortemente nazionaliste che hanno costantemente represso i diritti umani delle minoranze etniche in Turchia. Le principali insurrezioni curde in questo periodo includono la ribellione di Koçgiri (1920), la ribellione dello sceicco Said (1925), la ribellione di Ararat (1930) e la ribellione di Dersim (1938).
Il Partito dei Lavoratori del Kurdistan (PKK) venne fondato nel 1978 da Abdullah Öcalan. Inizialmente nacque come organizzazione marxista-leninista, ma ben presto abbandonò il comunismo "ortodosso" e adottò un programma che mirava prevalentemente al conseguimento di maggiori diritti politici e dell'autonomia culturale per la popolazione curda. Tra il 1978 e il 1980, il PKK si impegnò in una guerra urbana limitata con lo stato turco per raggiungere questi obiettivi. L'organizzazione si è ristrutturata e ha spostato i propri quartieri generali in Siria tra il 1980 e il 1984, subito dopo il colpo di Stato turco del 1980.
L'insurrezione tra il 1984 e il 1992 coinvolse prevalentemente le aree rurali. Il PKK modificò le sue attività includendo anche la guerriglia urbana solo a partire dal 1993.
In seguito alle insurrezioni fallite del 1991 in Iraq contro Saddam Hussein, le Nazioni Unite istituirono zone di interdizione al volo sulle aree curde dell'Iraq, dando a quelle aree l'indipendenza de facto. Il PKK venne costretto a ritirarsi dal Libano e dalla Siria come parte di un accordo tra la Turchia e gli Stati Uniti. Trasferì quindi i propri campi di addestramento sulle montagne di Qandil che furono bersaglio della Turchia nelle operazioni Acciaio (1995) e Martello (1997), tentativi non riusciti di stroncare definitivamente l'organizzazione.
Nel 1992 il colonnello Kemal Yilmaz dichiarò che il Dipartimento di guerra speciale (la sede della Kontrgerilla) era ancora attivo nel conflitto contro il PKK. Il Dipartimento di Stato degli Stati Uniti espresse preoccupazione per il coinvolgimento della Kontrgerilla in una relazione nazionale del 1994. Secondo tale relazione, le unità della contro-guerriglia sono state coinvolte in gravi violazioni dei diritti umani.
Öcalan, dopo essersi rifugiato ed aver invano richiesto asilo politico in Italia, lasciò l'Europa e venne catturato in Kenya il 15 febbraio 1999, presumibilmente in un'azione che coinvolse agenti della CIA e l'ambasciata greca del Paese africano. Fu quindi trasferito alle autorità turche e sottoposto a processo. Fu condannato a morte, ma questa condanna venne poi commutata in carcere a vita in isolamento quando la pena di morte fu abolita in Turchia nell'agosto 2002.
Con l'invasione dell'Iraq nel 2003, gran parte delle armi dell'esercito iracheno cadde nelle mani delle milizie curde irachene Peshmerga. I Peshmerga sono diventati l'esercito de facto del Kurdistan iracheno e le fonti turche sostengono che molte delle sue armi sono finite nelle mani di altri gruppi curdi come il PKK e il PJAK (un ramo del PKK che opera nel Kurdistan iraniano). Questo viene usato il pretesto per numerosi attacchi turchi alla regione del Kurdistan in Iraq.
Nel giugno 2007, la Turchia stimò che ci fossero oltre 3 000 combattenti del PKK nel Kurdistan iracheno.

## Storia

### Gli inizi
Nel 1977, un piccolo gruppo sotto la guida di Öcalan pubblicò una dichiarazione sull'identità curda in Turchia. Il gruppo, che si autodefiniva "i rivoluzionari del Kurdistan", comprendeva (oltre Öcalan) Ali Haydar Kaytan, Cemil Bayik, Haki Karer e Kemal Pir. Il gruppo stabilì nel 1974 di iniziare una campagna per i diritti culturali della minoranza curda. Cemil Bayik venne inviato a Urfa, Kemal Pir a Mus, Hakki Karer a Batman e Ali Haydar Kaytan a Tunceli. Avviarono quindi organizzazioni studentesche che dialogavano con i lavoratori e gli agricoltori locali a proposito dei diritti della minoranza curda.
Nel 1977 si tenne un'assemblea per valutare le attività politiche. L'assemblea incluse 100 persone, provenienti da ambienti diversi e diversi rappresentanti di altre organizzazioni di sinistra. Nella primavera del 1977, Abdullah Öcalan si recò sul Monte Ararat, ad Erzurum, Tunceli, Elazig, Antep e in altre città per sensibilizzare il pubblico sulla questione curda. Questo venne seguito da una repressione del governo turco contro l'organizzazione. Il 18 marzo 1977, Haki Karer fu assassinato ad Antep. Durante questo periodo, il gruppo fu anche preso di mira dall'organizzazione ultranazionalista turca, i Lupi grigi del Partito del movimento nazionalista. Alcuni ricchi proprietari terrieri curdi presero di mira il gruppo, uccidendo Halil Çavgun il 18 maggio 1978. Tale avvenimento portò a grandi manifestazioni curde a Erzurum, Dersim, Elazig e Antep. Il Congresso fondatore del PKK si tenne il 27 novembre 1978 a Fis, un villaggio vicino alla città di Lice. Durante questo congresso le 25 persone presenti decisero di fondare il Partito dei Lavoratori del Kurdistan. Lo stato turco, i gruppi di destra turchi e alcuni proprietari terrieri curdi continuarono i loro attacchi contro il gruppo. In risposta, il PKK impiegò membri armati per proteggersi, questi ultimi vennero coinvolti negli scontri armati tra i partiti di sinistra e di destra in Turchia (1978-1980) supportando la sinistra. Durante tali scontri la milizia dei lupi grigi uccise 109 persone e ne ferì 176 nella città di Kahramanmaraş il 25 dicembre 1978, in quello che fu noto come "massacro di Maraş". Nell'estate del 1979, Öcalan viaggiò in Siria e in Libano, dove stabilì contatti con i leader siriani e palestinesi. Dopo il colpo di Stato turco del 12 settembre 1980 durante il quale almeno 191 persone vennero uccise,
la maggior parte delle organizzazioni politiche, tra cui lo stesso PKK, diventarono fuorilegge.
Secondo i dati ufficiali, nel periodo durante e dopo il colpo di Stato, le agenzie militari raccolsero informazioni su oltre 2 milioni di persone, di cui furono arrestate 650 000, delle quali 230 000 furono processate sotto la legge marziale. I pubblici ministeri chiesero la pena di morte contro oltre 7 000 di loro, di cui 517 vennero condannati a morte e cinquanta vennero effettivamente impiccati. A circa 400 000 persone vennero negati i passaporti e 30 000 persero il lavoro dopo che il nuovo regime li classificò come pericolosi. 14 000 persone vennero private della loro cittadinanza turca e 30 000 fuggirono dal paese come richiedenti asilo dopo il colpo di Stato. A parte le cinquanta persone vennero impiccate, circa 366 persone morirono in circostanze sospette (classificate come incidenti all'epoca), 171 vennero torturate a morte in carcere, 43 vennero dichiarate colpevoli di suicidio in carcere e 16 vennero uccise per aver tentato di fuggire. La maggior parte del PKK si ritirò in Siria e in Libano. Lo stesso Öcalan si recò in Siria nel settembre del 1980 con Kemal Pir, Mahsum Korkmaz e Delil Dogan inviati a fondare un'organizzazione in Libano. Alcuni combattenti del PKK presumibilmente presero parte alla guerra in Libano del 1982 schierandosi con i siriani.
Il secondo congresso del PKK fu tenuto a Dar'a, in Siria, dal 20 al 25 agosto 1982. Qui fu deciso che l'organizzazione sarebbe tornata in Turchia per iniziare una guerriglia armata per la creazione di uno stato curdo indipendente. Nel frattempo, prepararono le forze di guerriglia in Siria e in Libano per andare in guerra. Molti leader del PKK vennero arrestati in Turchia e inviati alla prigione di Diyarbakir. La prigione divenne il luogo di molte proteste politiche.
Nella prigione di Diyarbakir, il membro del PKK Mazlum Dogan venne bruciato vivo il 21 marzo 1982 per aver protestato contro il trattamento dei detenuti in carcere. Ferhat Kurtay, Necmi Önen, Mahmut Zengin e Eşref Anyık fecero la sua stessa fine il 17 maggio 1982. Il 14 luglio 1982, i membri del PKK Kemal Pir, M. Hayri Durmus, Ali Cicek e Akif Yilmaz iniziarono uno sciopero della fame nella prigione di Diyarbakir. Kemal Pir morì il 7 settembre 1982, M. Hayri Durmuş il 12 settembre 1982, Akif Yılmaz il 15 settembre 1982 e Ali Çiçek il 17 settembre 1982. Il 13 aprile 1984 iniziò uno sciopero della fame di 75 giorni a Istanbul. Di conseguenza, quattro prigionieri - Abdullah Meral, Haydar Başbağ, Fatih Ökütmüş e Hasan Telci - morirono.
Il 25 ottobre 1986, il terzo congresso si tenne nella Valle della Beqa', in Libano. La mancanza di disciplina, la crescente critica interna e la frammentazione interna in gruppi contrapposti stavano sfuggendo di mano. Ciò aveva portato l'organizzazione a giustiziare alcuni critici interni, in particolare ex membri che si erano uniti a Tekosin, un'organizzazione marxista-leninista rivale. Abdullah Öcalan, il capo dell'organizzazione, criticò pesantemente i capi responsabili delle forze di guerriglia durante i primi anni '80 ed avvertì altri di un destino simile, con la pena di morte, se si fossero uniti a gruppi rivali o si fossero rifiutati di obbedire agli ordini. Inoltre, le sconfitte militari e la realtà del conflitto armato stavano erodendo le nozioni di un Grande Kurdistan, l'obiettivo primario dell'organizzazione. La cooperazione con partner disonesti, regimi criminali e alcuni dittatori, come Saddam Hussein che diede loro armi in cambio di informazioni sul Partito Democratico di Kurdistan di Masoud Barzani durante la campagna genocida di Al Anfal, contribuirono ad offuscare l'immagine dell'organizzazione. Durante il Congresso, i capi decisero di portare avanti la lotta armata, aumentare il numero dei combattenti e sciogliere la HRK, che venne sostituita dal Kurdistan Popular Liberation Army (ARGK). Una nuova Accademia di Mahsum Korkmaz, un'accademia di istruzione politica e militare, sostituì il nome di Helve Camp, e fu approvato un nuovo progetto di legge militare che obbligava ogni famiglia a mandare qualcuno alle forze di guerriglia.
Le decisioni prese durante il terzo Congresso trasformarono il PKK da un'organizzazione leninista in un'organizzazione in cui Abdullah Öcalan acquisiva tutto il potere e lo status speciale, il cosiddetto Önderlik (leadership). Alcuni dei motivi per cui Abdullah Öcalan prese il potere dagli altri leader, come Murat Karayilan, Cemil Bayik e Duran Kalkan, furono il conflitto interno in crescita e l'incapacità dell'organizzazione di fermarlo. Secondo Michael Gunter, Abdullah Öcalan, prima di ottenere il comando, avrebbe effettuato una purga contro molti membri rivali del PKK, torturati e costretti a confessare di essere stati traditori prima di essere giustiziati. Ibrahim Halik, Mehmet Ali Cetiner, Mehmet Altinok, Saime Askin, Ayten Yildirim e Sabahattin Ali furono alcune delle vittime. Più tardi nel 2006, Abdullah Öcalan negò le accuse e dichiarò nel suo libro che sia Mahsum Korkmaz, il primo supremo comandante militare del PKK, sia Engin Sincer, un comandante di alto rango, probabilmente morirono a seguito di conflitti interni e descrisse i perpetratori come "bande". Le notizie trapelate, tuttavia, avevano rivelato la personalità autoritaria di Öcalan che aveva brutalmente represso il dissenso e che si era liberato degli oppositori già all'inizio degli anni '80. Secondo David L. Philips, fino a sessanta membri del PKK furono giustiziati nel 1986, tra cui Mahsum Korkmaz, che si crede che sia stato assassinato il 28 marzo 1986. Tra il 1980 e il 1990, l'organizzazione prese di mira i disertori e assassinò due di loro in Svezia, due in Olanda, tre in Germania e uno in Danimarca.
Nel 1990, durante il quarto congresso, il PKK era sotto pressione. In seguito a diverse critiche fu deciso di porre fine alla coscrizione militare forzata e la legge militare che era stata formulata durante il terzo congresso fu abolita. Inoltre fu deciso anche che i membri avrebbero ridotto il numero di attacchi contro i civili per alcuni anni. I tentativi dell'organizzazione di prendere in considerazione le richieste e le critiche della sua base di supporto fecero aumentare la sua popolarità tra alcuni curdi. Secondo Stanton, la relazione del PKK con i suoi sostenitori civili avrebbe probabilmente incentivato il governo a usare il terrorismo contro alcuni cittadini curdi. Nonostante numerosi cambiamenti, l'organizzazione non riuscì a porre fine ai violenti attacchi contro i civili e continuò ad usare il terrorismo come una delle sue armi contro il governo.

### Prima insurrezione

#### 1984– 1993

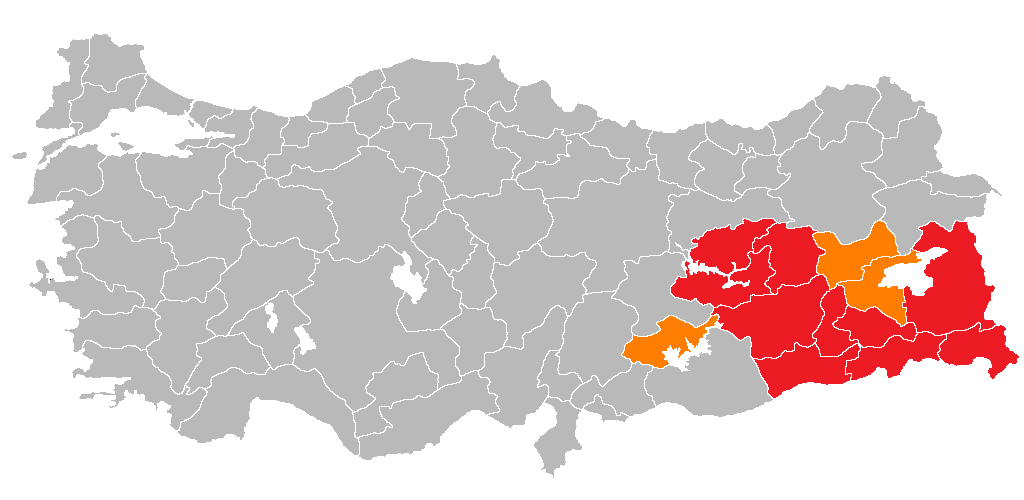
Aree OHAL che definivano la regione in stato di emergenza in Turchia, in rosso con province limitrofe in arancione, 1987-2002

Il PKK lanciò la sua insurrezione armata il 15 agosto 1984 con attacchi armati a Eruh e Semdinli. Durante questi attacchi fu ucciso un soldato di gendarmeria mentre furono feriti 7 soldati, 2 poliziotti e 3 civili. L'azione fu seguita da un raid del PKK in una stazione di polizia a Siirt due giorni dopo.
All'inizio degli anni '90, il presidente Turgut Özal accettò i negoziati con il PKK poiché gli eventi della Guerra del Golfo del 1991 avevano cambiato alcune delle dinamiche geopolitiche nella regione. A parte Özal, che aveva egli stesso in parte origini curde, pochi politici turchi erano interessati a un processo di pace così come non lo era neanche una gran parte del PKK stesso. Nel 1992, tuttavia, la Turchia, col supporto degli Stati Uniti e dei Peshmerga del Partito Democratico del Kurdistan (PDK) e dell'Unione patriottica del Kurdistan (UPK), avviò l'Operazione Northern Iraq, un'operazione transfrontaliera che ebbe luogo tra il 9 ottobre e il 1º novembre contro il PKK. Migliaia di Peshmerga locali con il supporto di oltre 20 000 soldati turchi che avevano attraversato il confine iracheno, attaccarono i circa 10 000 guerriglieri del PKK presenti nel nord dell'Iraq. Nonostante le pesanti perdite, il PKK riuscì a mantenere le sue posizioni ed a raggiungere un accordo di cessate il fuoco con il KRG. Nel 1993, Özal ha iniziato a lavorare sui piani di pace con l'ex ministro delle finanze Adnan Kahveci e il comandante generale della gendarmeria turca, Eşref Bitlis. I negoziati portarono ad un cessate il fuoco unilaterale e incondizionato del PKK il 17 marzo 1993. Öcalan ha dichiarato che il PKK non vuole più una spartizione dalla Turchia ma pace, dialogo e libera azione politica nel quadro di uno stato democratico per i curdi in Turchia. Con la dichiarazione di cessate il fuoco del Pkk in mano, Özal stava progettando di proporre un importante pacchetto di riforme a favore dei curdi nella successiva riunione del Consiglio di sicurezza nazionale. La morte del presidente, avvenuta il 17 aprile, portò al rinvio di quell'incontro e i suoi piani non furono mai presentati. Il mese successivo, un'imboscata del PKK il 24 maggio 1993 assicurò la fine del processo di pace. L'ex comandante del PKK Şemdin Sakık sostiene che l'attacco era parte dei piani di golpe di Doğu Çalışma Grubu. Sotto la nuova presidenza di Süleyman Demirel e Premiership di Tansu Çiller, il Plan Castello (per usare tutti i mezzi per risolvere la questione curda usando la violenza), a cui Özal si era opposto, fu approvato ed il processo di pace fu abbandonato. Alcuni giornalisti e politici sostennero che la morte di Özal (avvenuta presumibilmente per avvelenamento) insieme all'assassinio di un certo numero di personalità politiche e militari che sostenevano i suoi sforzi di pace, furono parte di un colpo di Stato militare nel 1993 volto a fermare i piani di pace.

#### 1993– 1999
Per contrastare la crescente forza del PKK, i militari turchi intrapresero nuove strategie anti-insurrezionali tra il 1992 e il 1995. Per privare i ribelli di una base logistica di operazioni e punire presumibilmente le popolazioni locali che sostenevano il PKK, i militari effettuarono una de-forestazione delle campagne e distrussero oltre 3 000 villaggi curdi, causando almeno 2 milioni di rifugiati. La maggior parte di questi villaggi furono evacuati, ma altri villaggi furono bruciati, bombardati e completamente rasi al suolo dalle forze governative. Molti villaggi furono invece indotti a schierarsi a fianco del governo turco, che ha offerto salari agli agricoltori locali ed ai pastori per unirsi alle Guardie del villaggio, in modo da impedire al PKK di operare in tali zone. Coloro che si rifiutarono furono evacuati forzatamente dai militari. Queste tattiche riuscirono a spingere i ribelli dalle città e dai villaggi verso le montagne, lanciando spesso rappresaglie sui villaggi filo-governativi, con azioni che includevano anche attacchi ai civili.
Tuttavia, il punto di svolta nel conflitto arrivò nel 1998, quando, dopo pressioni politiche e minacce militari dalla Turchia, il capo del PKK, Abdullah Öcalan, fu costretto a lasciare la Siria, dove era stato in esilio dal settembre 1980. Andò prima in Russia, poi in Italia e in Grecia. Alla fine fu portato all'ambasciata greca a Nairobi, in Kenya, dove fu arrestato il 15 febbraio 1999 all'aeroporto in un'operazione congiunta MİT-CIA e portato in Turchia, provocando importanti proteste di attivisti curdi in tutto il mondo. Tre manifestanti curdi furono uccisi mentre cercavano di entrare nel consolato israeliano a Berlino per protestare contro il presunto coinvolgimento israeliano nella cattura di Abdullah Öcalan. Sebbene la cattura di Ocalan pose fine ad un terzo cessate il fuoco che Ocalan aveva dichiarato il 1º agosto 1998, il 1º settembre 1999 il PKK dichiarò un cessate il fuoco unilaterale che sarebbe durato fino al 2004.

### Il cessate il fuoco unilaterale

Bandiera del KADEK

Bandiera del KONGRA-GEL

Dopo il cessate il fuoco unilaterale che il Pkk dichiarò nel settembre 1999, le loro forze si ritirarono completamente dalla Repubblica di Turchia e fondarono nuove basi nelle montagne di Qandil in Iraq e nel febbraio 2000 dichiararono la fine formale della guerra. Dopo questo, il PKK ha detto che cambierebbe la sua strategia per usare metodi pacifici per raggiungere i loro obiettivi. Nell'aprile 2002 il PKK ha cambiato il suo nome in KADEK (Congresso per la libertà e la democrazia del Kurdistan), sostenendo che il Pkk aveva adempiuto alla sua missione e ora si sarebbe mosso come organizzazione puramente politica. Nell'ottobre 2003 il KADEK ha annunciato il suo scioglimento e ha dichiarato la creazione di una nuova organizzazione: KONGRA-GEL (Congresso dei popoli del Kurdistan).
Le offerte del PKK per i negoziati sono state ignorate dal governo turco, che ha sostenuto, il KONGRA-GEL ha continuato a condurre attacchi armati nel periodo 1999-2004, sebbene non sulla stessa scala di prima del settembre 1999. Incolpano anche il KONGRA-GEL per le rivolte curde verificatesi durante il periodo. Il PKK sostiene che si sono difesi solo mentre sostengono che i militari turchi hanno lanciato circa 700 incursioni contro i loro militanti, incluso nel nord dell'Iraq. Inoltre, nonostante il cessate il fuoco di KONGRA-GEL, altri gruppi hanno continuato le loro attività armate, il PŞK, ad esempio, ha cercato di usare il cessate il fuoco per attirare i combattenti del PKK a unirsi alla loro organizzazione. I Kurdistan Freedom Hawks (TAK) sono stati formati durante questo periodo dai comandanti radicali di KONGRA-GEL, insoddisfatti del cessate il fuoco. Il periodo dopo la cattura di Ocalan è stato utilizzato dal governo turco per avviare importanti operazioni repressive contro Hezbollah (Hezbollah curdo) turco, arrestando 3 300 membri di Hezbollah nel 2000, rispetto ai 130 del 1998, e uccidendo il leader del gruppo Hüseyin Velioğlu il 13 gennaio 2000. Durante questa fase della guerra, almeno 145 persone furono uccise durante i combattimenti tra il PKK e le forze di sicurezza.
Dopo che l'Partito della Giustizia e dello Sviluppo (AKP) è salito al potere nel 2002, lo stato turco ha iniziato ad allentare le restrizioni sulla lingua e la cultura kurde.
Dal 2003 al 2004 c'è stata una lotta di potere all'interno del KONGRA-GEL tra un'ala riformista che voleva che l'organizzazione si disarmasse completamente e un'ala tradizionalista che voleva che l'organizzazione riprendesse la sua insurrezione armata ancora una volta. L'ala conservatrice dell'organizzazione ha vinto questa lotta per il potere costringendo i leader riformisti come Kani Yilmaz, Nizamettin Tas e il fratello minore di Abdullah Öcalan Osman Öcalan a lasciare l'organizzazione. I tre principali leader tradizionalisti, Murat Karayilan, Cemil Bayik e Fehman Huseyin hanno costituito il nuovo comitato direttivo dell'organizzazione. La nuova amministrazione decise di ricominciare l'insurrezione, perché sosteneva che senza la guerriglia le attività politiche del PKK sarebbero rimaste infruttuose. Ciò è avvenuto quando il Partito democratico popolare filo-curdo (HADEP) è stato bandito dalla Corte suprema turca il 13 marzo 2003 e il suo leader Murat Bolzak fu imprigionato.
Nell'aprile del 2005, KONGRA-GEL riportò il suo nome al PKK. Poiché non tutti gli elementi di KONGRA-GEL sono stati ripristinati, l'organizzazione è stata indicata anche come il nuovo PKK. Da allora KONGRA-GEL è diventata l'assemblea legislativa del Koma Civakên Kurdistan, un'organizzazione ombrello che include il PKK e viene utilizzata come ala urbana e politica del gruppo. Il membro del DEP Zübeyir Aydar è il presidente del KONGRA-GEL.
Durante il cessate il fuoco negli anni 2000, 2001, 2002 e 2003, circa 711 persone sono state uccise secondo il governo turco. Il Programma di dati sui conflitti di Uppsala ha riportato vittime in questi anni tra 368 e 467 morti.

### Seconda insurrezione

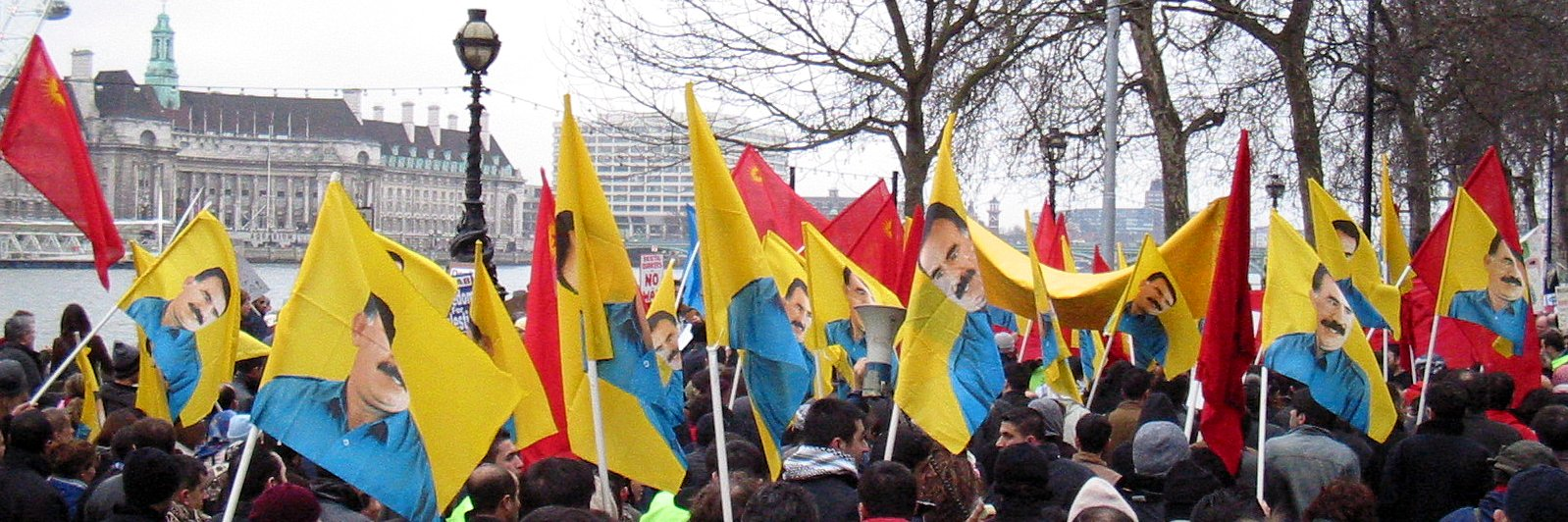
Sostenitori del partito dei Lavoratori del Kurdistan a Londra, aprile 2003

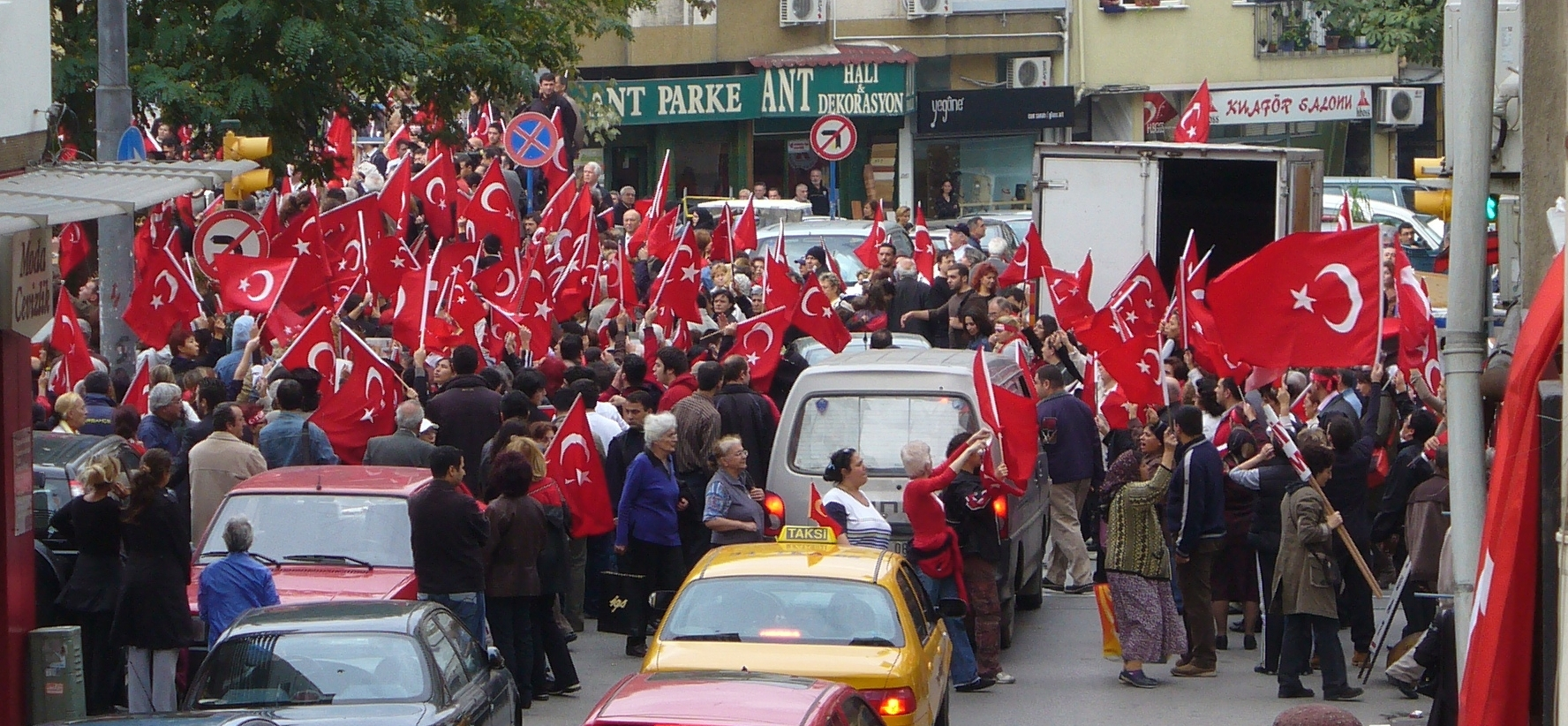
Una dimostrazione contro il PKK a Kadıköy, Istanbul il 22 ottobre 2007

Il 1º giugno 2004, il PKK riprese le sue attività armate perché affermò che il governo turco stesse ignorando le loro richieste di negoziati e stesse ancora attaccando le loro forze.

### Negoziati di pace (2012)
Il 28 dicembre 2012 è stato reso noto che il governo della Turchia stava conducendo trattative per avviare un processo di pace attraverso i servizi di intelligence con il leader del PKK Abdullah Öcalan in carcere.
Il 21 marzo 2013, Öcalan annunciò la fine della lotta armata e il cessate il fuoco.
Il PKK chiese di iniziare il suo ritiro dal suolo turco verso le sue basi nelle montagne Kandil, nel nord dell'Iraq, e la formazione di una commissione parlamentare incaricata di supervisionare il processo e di un quadro legale per regolare il ritiro dei guerriglieri per evitare quello che accadde nel 1999 quando i soldati turchi attaccarono i militanti curdi che tentarono di attraversare la frontiera irachena.
Ad aprile 2013 il primo ministro turco, Recep Tayyip Erdoğan, annuncia la sua intenzione di creare un "comitato di saggi" con un ruolo consultivo per supervisionare il processo di dialogo con la guerriglia curda del Partito dei lavoratori del Kurdistan (PKK) incaricato di informare il pubblico in merito ai negoziati e alla promozione del processo di pace. Il comitato è composto da 63 membri: accademici, intellettuali ed esperti nella questione curda, ma anche cantanti, artisti, uomini d'affari e giornalisti conosciuti dal grande pubblico. Diverse critiche sono state mosse per via del fatto che si sarebbe trattato di persone senza l'esperienza politica e diplomatica necessaria a gestire adeguatamente il processo. Il primo ministro Erdoğan chiese che i guerriglieri venissero disarmati prima di attraversare il confine e fu contrario a modificare o creare leggi riguardanti tale ritiro.
Sempre nell'aprile 2013, il governo turco e il parlamento di Ankara approvarono la proposta del Partito per la giustizia e lo sviluppo (AKP) di creare una "Commissione di valutazione" per promuovere il processo di pace con i guerriglieri del Partito dei Lavoratori. del Kurdistan (PKK). È stato approvato con i voti favorevoli dell'AKP e del Partito per la pace e la democrazia (BDP). La sessione plenaria è stata tesa e si concluse con il ritiro dei due principali partiti di opposizione, il Partito popolare repubblicano (CHP) e il Partito nazionale d'azione (MHP).
Nel settembre 2013, il ritiro del PKK è stato interrotto e il PKK ha accusato il governo di non aver rispettato la parte dei negoziati. I partiti filo-curdi hanno insistito sulla necessità di stabilire un quadro legale per i negoziati.
Nel giugno 2014, il governo turco ha presentato un progetto di legge in Parlamento che avrebbe fornito un quadro giuridico per gli attuali negoziati di pace con il PKK. Questo disegno di legge era richiesto dai partiti filo-curdi per continuare i negoziati. Con la nuova legge, l'esecutivo prenderebbe l'iniziativa del processo di pace e nominerebbe direttamente individui o istituzioni che avrebbero immunità legale, in modo che potessero partecipare ai negoziati. La proposta è stata sollevata pochi giorni prima che Erdoğan presentasse la sua candidatura alle elezioni presidenziali.
Dopo la presentazione di questa iniziativa legale, i rappresentanti dei partiti filo-curdi si sono incontrati nella prigione di Imrali con Öcalan per discutere la proposta.
Nell'agosto 2014 si sono tenute elezioni presidenziali in Turchia e Erdoğan ha vinto le elezioni con il 51,8% dei voti. Nelle sue prime dichiarazioni menziona l'obiettivo di avanzare nel processo di negoziazione. Il leader politico curdo Selahattin Demirtas raggiunge il 9,7% dei voti. È la prima volta che i cittadini eleggono direttamente il presidente.
Il 17 febbraio 2015, il PKK ha richiesto "misure concrete" dal governo turco nel processo di pace in una dichiarazione pubblicata sul suo sito web. «Il nostro movimento è in una fase di riflessione seria e critica e prende decisioni» Il partito ritiene che la palla sia sul tetto dell'AKP esecutivo turco il processo di pace è in una fase molto critica e pericolosa e verso la fine aggiunge la dichiarazione.
Il 28 febbraio, i rappresentanti del Partito democratico popolare (HDP) in un incontro con quelli del partito al governo AKP, ha emesso una dichiarazione contenente i 10 punti necessari per lo sviluppo del processo di pace, scritto dopo aver incontrato i dirigenti di Öcalan e PKK nelle montagne dove ha base la guerriglia kurda:
- Politica democratica, sua definizione e contenuto
- Risoluzione democratica e riconoscimento delle dimensioni nazionali e locali della risoluzione
- Le garanzie legali e democratiche di libera cittadinanza
- Le linee relative al rapporto della politica democratica rispetto allo Stato e alla società e l'istituzionalizzazione di questo
- Le dimensioni socio-economiche del processo di risoluzione
- Il trattamento del rapporto tra democrazia e sicurezza nel processo in modo da proteggere l'ordine e le libertà pubbliche
- Le soluzioni legali e le garanzie per le questioni dei diritti delle donne, della libertà di espressione culturale e dell'ecologia
- Sviluppo di una comprensione pluralistica del concetto di identità, sua definizione e riconoscimento
- Il riconoscimento di una repubblica democratica, di una patria comune e di popoli con criteri democratici, all'interno di un sistema democratico pluralistico con garanzie legali e costituzionali. Una nuova costituzione per interiorizzare tutta questa trasformazione democratica.[176]

Il 21 marzo 2015 Abdullah Öcalan chiede la fine di 40 anni di conflitto con lo stato turco e chiede una "soluzione democratica" che ridefinisca una "cittadinanza libera, equa e costituzionale nel quadro della Repubblica di Turchia" e chiede un Congresso straordinario del PKK "per porre fine a 40 anni di lotta". Lo fa per lettera che viene letta il giorno della festa di Norwuz, il Capodanno curdo, nella principale città curda della Turchia: Diyarbakir.

Il 22 marzo 2015, il governo turco ha criticato il presidente del paese Erdoğan per la sua gestione del processo di pace con i guerriglieri del PKK. Il vice primo ministro Bülent Arinç gli ricorda che è il governo a essere responsabile del processo. Il disaccordo arriva dopo l'annuncio da parte del governo che stabilirà una commissione per monitorare il processo. Erdoğan fu contrario alla commissione poiché desiderava che i servizi segreti turchi assumessero questo ruolo di monitoraggio.
A giugno 2015 si svolgono le elezioni legislative in Turchia e per la prima volta un partito filo-curdo del Partito popolare democratico (HDP) riesce a superare la soglia del 10% stabilita dalla legge e ad accedere al Parlamento come gruppo. Il partito governativo perde la maggioranza assoluta.

#### Escalation
Il 6 e 7 ottobre 2014 scoppiarono rivolte in diverse città della Turchia per protestare contro l'assedio di Kobanê. Le forze curde accusarono il governo turco di sostenere l'ISIS e di non consentire il passaggio attraverso la frontiera dei rifornimenti ai combattenti curdi assediati nella città di Kobanê. Nelle manifestazioni furono utilizzati anche gas lacrimogeni e cannoni ad acqua. 37 persone furono uccise nelle proteste. Durante queste proteste, ci furono degli scontri mortali tra i simpatizzanti del PKK e dell'Hezbollah turco. 3 soldati sono stati uccisi dal PKK nel gennaio 2015, come segno di crescenti tensioni nel Paese.

### 2015 - presente
Nel giugno 2015 la principale milizia curda siriana (YPG) e il principale partito filo-curdo della Turchia (HDP) hanno accusato la Turchia di aver permesso ai soldati dello Stato Islamico (ISIL) di attraversare il confine per attaccare la città curda di Kobanî in Siria. Il conflitto tra Turchia e PKK è aumentato vertiginosamente in seguito alla strage di Suruç del 2015 contro gli attivisti progressisti, che è stato attribuito a un gruppo turco affiliato all'ISIL. Durante l'operazione Martyr Yalçın, la Turchia ha bombardato le presunte basi del PKK in Iraq, ponendo effettivamente fine al cessate il fuoco (dopo molti mesi di crescente tensione) utilizzando come pretesto l'uccisione di due poliziotti nella città di Ceylanpınar (di cui il PKK ha negato di essere stato artefice). Gli aerei da guerra turchi hanno anche bombardato le basi YPG in Siria.
La violenza si diffuse presto in tutta la Turchia e molte associazioni ed aziende curde diventarono bersaglio degli attacchi. Sono stati attaccati anche il quartier generale e le filiali del Partito democratico filo-curdo (HDP). Vi furono numerose morti tra i civili in diverse città e villaggi curdi. Il Consiglio d'Europa ha espresso preoccupazione per gli attacchi ai civili e il blocco di Cizre. Il numero delle vittime dal 23 luglio dichiarato dal governo turco è di 150 soldati turchi e oltre 2 000 ribelli curdi uccisi entro settembre. A dicembre 2015, le operazioni militari turche nelle regioni curde della Turchia sud-orientale hanno ucciso centinaia di civili, sfollato centinaia di migliaia di persone e causato massicce distruzioni nelle aree residenziali. Secondo il rapporto Human Rights Watch (HRW), "i gruppi locali per i diritti umani hanno registrato oltre 100 morti civili e lesioni multiple".
Nella primavera del 2016 sono nuovamente aumentate le attività di combattimento. A maggio, un elicottero turco Bell AH-1 SuperCobra venne abbattuto da un missile MANPADS di fabbricazione russa del PKK.

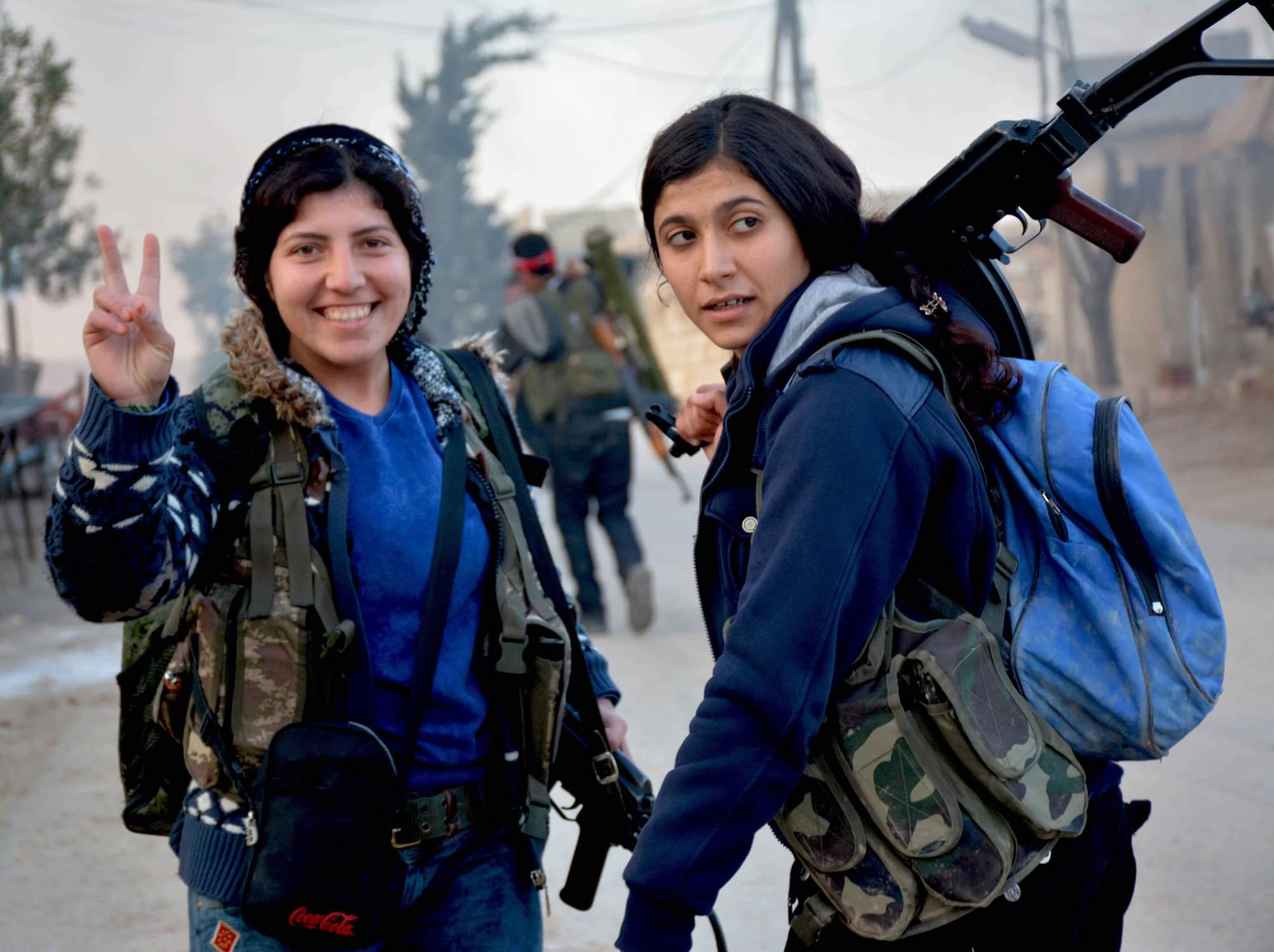
Combattenti delle Unità di Protezione delle Donne (YPJ) nella regione di Afrin durante l'invasione turca nel 2018

Nel gennaio 2018, l'esercito turco e gli alleati dell'Esercito Siriano Libero e della Legione Sham hanno iniziato un'operazione transfrontaliera nel cantone di Afrin a maggioranza curda nel nord della Siria, contro il Partito dell'Unione Democratica (PYD) siriano e le sue ali armate Unità di Protezione Popolare (YPG) e Unità di Protezione delle Donne (YPJ).
Nel marzo 2018, la Turchia ha avviato operazioni militari per eliminare i combattenti del PKK nel nord dell'Iraq. Gli obiettivi principali delle operazioni sono le unità rifugiatesi sulle montagne di Qandil e nell'adiacente regione di Hakurk, ovvero nella zona di confine tra Iraq, Turchia e Iran. Nel maggio 2019 tale zona diviene bersaglio di un'operazione turca volta a stabilire una presenza permanente all'interno dei confini iracheni ed impedire le incursioni in Turchia da parte dei guerriglieri curdi.

## Serhildan
Il Serhildan, o la rivolta popolare, iniziata il 14 marzo 1990 a Nusaybin durante i funerali del combattente PKK ventenne Kamuran Dundar, che insieme ad altri 13 combattenti venne ucciso dall'esercito turco dopo aver attraversato la Turchia tramite la Siria alcuni giorni prima. Dundar proveniva da una famiglia nazionalista curda che rivendicò il suo corpo e tenne un funerale per lui a Nusaybin, nel quale venne portato nella moschea principale della città e 5000 persone tennero una marcia per lui. Sulla via del ritorno la marcia diventò violenta e i manifestanti si scontrarono con la polizia, durante entrambe le parti si scagliarono l'una contro l'altra e molte persone rimasero ferite. A Nusaybin venne quindi fissato un coprifuoco, vennero portati carri armati e forze speciali e circa 700 persone vennero arrestate. Le rivolte si diffusero nelle città vicine e a Cizre più di 15 000 persone, che costituivano circa la metà della popolazione della città presero parte a scontri in cui vennero uccise cinque persone, e ci furono 80 feriti e 155 arrestati. In tutto il sud-est si sono svolsero tumulti sul Nowruz, le celebrazioni curde del Capodanno, che all'epoca erano state bandite. Le proteste si rallentarono nel corso delle successive due settimane, poiché molti dei manifestanti decisero di rimanere a casa e le forze turche ricevettero l'ordine di non intervenire se non assolutamente necessario ma i rallentamenti, i boicottaggi e gli scioperi "non autorizzati" erano ancora in corso in segno di protesta contro lo stato.
Le proteste si svolgono spesso il 21 marzo, o durante il Nowruz. Soprattutto nel 1992, quando migliaia di manifestanti si scontrarono con le forze di sicurezza in tutto il paese e dove l'esercito disobbedì a un ordine del presidente Suleyman Demirel di non attaccare la protesta. Nella pesante violenza che seguì durante la protesta di Nowroz di quell'anno, circa 70 persone furono uccise, principalmente a Şırnak (26 morti), Cizre (29 morti) e Nusaybin (14 morti) e comprendeva un ufficiale di polizia e un soldato. Oltre 200 persone rimasero ferite e altri 200 furono arrestate. Secondo il governatore di Şırnak, Mustafa Malay, la violenza venne causata da 500 a 1 500 ribelli armati che, secondo egli, entrarono in città durante il festival. Tuttavia, ammise che "le forze di sicurezza non hanno stabilito correttamente i loro bersagli e causato gravi danni alle case civili."
Dalla cattura di Abdullah Öcalan, avvenuta il 15 febbraio 1998, le proteste si tengono ogni anno in quella data.

## Movimento politico curdo
| Nome                                  | Abbr. | Capo                                 | Attività      |
| ------------------------------------- | ----- | ------------------------------------ | ------------- |
| Partito Popolare Laburista            | HEP   | Ahmet Fehmi Işıklar                  | 1990–1993     |
| Partito Democratico                   | DEP   | Yaşar Kaya                           | 1993–1994     |
| Partito della Democrazia del Popolo   | HADEP | Murat Bozlak                         | 1994–2003     |
| Partito Democratico del Popolo        | DEHAP | Tuncer Bakırhan                      | 1997–2005     |
| Movimento della Società Democratica   | DTH   | Leyla Zana                           | 2005          |
| Partito della Società Democratica     | DTP   | Ahmet Türk                           | 2005–2009     |
| Partito della Pace e della Democrazia | BDP   | Gültan Kışanak, Selahattin Demirtaş  | 2008–2014     |
| Partito Democratico delle Regioni     | DBP   | Emine Ayna, Kamûran Yüksek           | 2014–presente |
| Partito Democratico dei Popoli        | HDP   | Figen Yüksekdağ, Selahattin Demirtaş | 2012–presente |

Il 7 giugno 1990, sette membri della Grande Assemblea Nazionale della Turchia, espulsi dal Partito socialdemocratico popolare (SHP), formarono insieme il Partito del lavoro popolare (HEP) e furono guidati da Ahmet Fehmi Işıklar. Il Partito fu bandito nel luglio 1993 dalla Corte Costituzionale della Turchia poiché accusato di promuovere il separatismo.

## Vittime

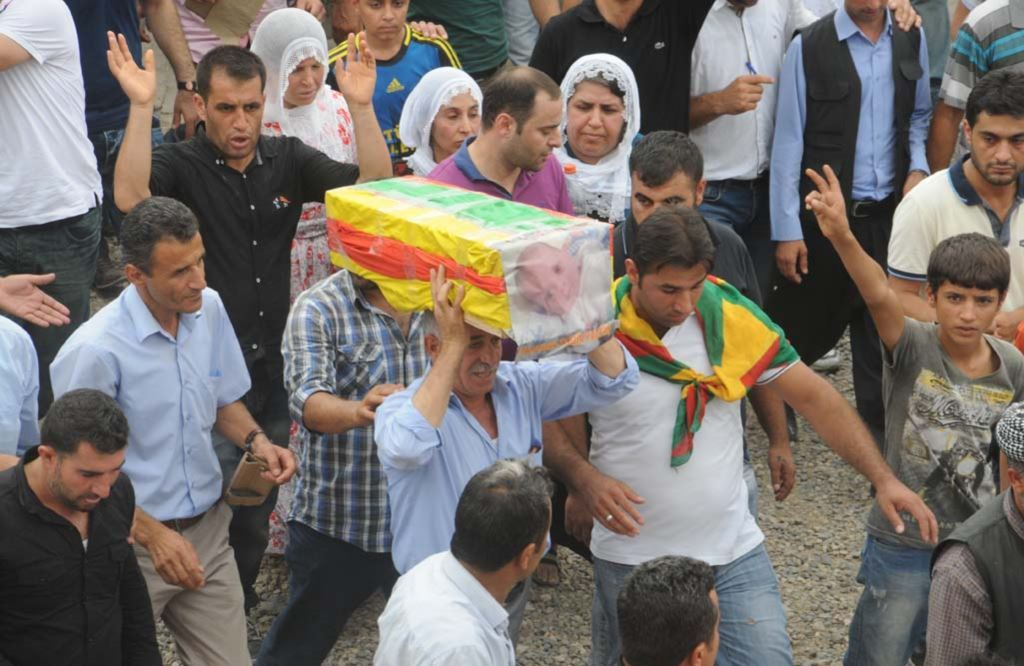
Scontri di Şırnak, 2015

### Primo cessate il fuoco del 2012
Il Programma di dati sui conflitti di Uppsala ha registrato tra i 25 825 e i 30 639 sinistri, di cui tra i 22 729 e i 25 984 morti durante la prima insurrezione, 368-467 durante il cessate il fuoco e tra i 2 728 e i 4 188 durante la seconda insurrezione. Le vittime dal 1989 al 2011, secondo l'UCDP, sono le seguenti:
| Anno    | Stima minore | Stima maggiore |
| ------- | ------------ | -------------- |
| 1989    | 227          | 234            |
| 1990    | 245          | 303            |
| 1991    | 304          | 310            |
| 1992    | 1 518        | 1 598          |
| 1993    | 2 099        | 2 394          |
| 1994    | 4 000        | 4 488          |
| 1995    | 3 076        | 3 951          |
| 1996    | 3 533        | 3 578          |
| 1997    | 4 247        | 5 483          |
| 1998    | 1 952        | 2 039          |
| 1999    | 1 403        | 1 481          |
| 2000    | 173          | 189            |
| 2001    | 81           | 96             |
| 2002    | 35           | 100            |
| 2003    | 79           | 82             |
| 2004    | 180          | 322            |
| 2005    | 324          | 611            |
| 2006    | 210          | 274            |
| 2007    | 458          | 509            |
| 2008    | 501          | 1 068          |
| 2009    | 128          | 149            |
| 2010    | 328          | 433            |
| 2011    | 599          | 822            |
| Totale: | 25 825       | 30 639         |

I dati sulle vittime del conflitto dal 1984 al marzo 2009 secondo le fonti ufficiali turche (lo Stato Maggiore della Repubblica di Turchia, gendarmeria turca e direzione generale della sicurezza) e da aprile 2009 a giugno 2010 (secondo l'analisi di Milliyet dei dati dello Stato Maggiore e della gendarmeria turca) sono i seguenti:
| Anno    | Forze di sicurezza | Civili | Insorti | Totale |
| ------- | ------------------ | ------ | ------- | ------ |
| 1984    | 26                 | 43     | 28      | 97     |
| 1985    | 58                 | 141    | 201     | 400    |
| 1986    | 51                 | 133    | 74      | 258    |
| 1987    | 71                 | 237    | 95      | 403    |
| 1988    | 54                 | 109    | 123     | 286    |
| 1989    | 153                | 178    | 179     | 510    |
| 1990    | 161                | 204    | 368     | 733    |
| 1991    | 244                | 233    | 376     | 853    |
| 1992    | 629                | 832    | 1 129   | 2 590  |
| 1993    | 715                | 1 479  | 3 050   | 5 244  |
| 1994    | 1 145              | 992    | 2 510   | 4 647  |
| 1995    | 772                | 313    | 4 163   | 5 248  |
| 1996    | 608                | 170    | 3 789   | 4 567  |
| 1997    | 518                | 158    | 7 558   | 8 234  |
| 1998    | 383                | 85     | 2 556   | 3 024  |
| 1999    | 236                | 83     | 1 458   | 1 787  |
| 2000    | 29                 | 17     | 319     | 365    |
| 2001    | 20                 | 8      | 104     | 132    |
| 2002    | 7                  | 7      | 19      | 33     |
| 2003    | 31                 | 63     | 87      | 181    |
| 2004    | 75                 | 28     | 122     | 225    |
| 2005    | 105                | 30     | 188     | 323    |
| 2006    | 111                | 38     | 132     | 281    |
| 2007    | 146                | 37     | 315     | 498    |
| 2008    | 171                | 51     | 696     | 918    |
| 2009    | 62                 | 18     | 65      | 145    |
| 2010    | 72                 | -      | -       | -      |
| Totale: | 6 653              | 5 687  | 29 704  | 42 044 |

### Dal 2013: dal cessate il fuoco a nuovi scontri
La ONG International Crisis Group, con sede in Belgio, tiene traccia delle vittime legate al conflitto curdo-turco. Questi dati sono limitati alla Turchia e non includono le vittime di operazioni turche in Siria o in Iraq.
| Anno | Forze di sicurezza | Civili | Gioventù sconosciuta | Insorti | Totale | Note                                                                         |
| --- | ------------------ | ------ | -------------------- | ------- | ------ | ---------------------------------------------------------------------------- |
| 2013 | 3                  | 4      | 0                    | 14      | 21     | Cessate il fuoco concordato sia dalla Turchia (AKP) che dal PKK.             |
| 2014* | 20                 | 53     | 0                    | 19      | 92     | Cessate il fuoco concordato sia dalla Turchia (AKP) che dal PKK.             |
| 2015, Da gennaio a giugno: cessate il fuoco                                                                                         | 2                  | 3      | 0                    | 6       | 11     | Cessate il fuoco concordato sia dalla Turchia (AKP) che dal PKK.             |
| Il conflitto è ripreso nel luglio a causa della Strage di Suruc e della successiva uccisione di due agenti di polizia a Ceylanpınar |                    |        |                      |         |        |                                                                              |
| 2015, Da luglio a dicembre: guerra                                                                                                  | 206                | 128    | 87                   | 261     | 682    | Il cessate il fuoco e il processo di pace si interruppero il 20 luglio 2015. |
| 2015 | 208                | 131    | 87                   | 267     | 693    | Il cessate il fuoco e il processo di pace si interruppero il 20 luglio 2015. |
| 2016 | 645                | 269    | 136                  | 1 162   | 2 212  | Il cessate il fuoco e il processo di pace si interruppero il 20 luglio 2015. |
| 2017 | 164                | 50     | 0                    | 591     | 805    | Il cessate il fuoco e il processo di pace si interruppero il 20 luglio 2015. |
| 2018 | 123                | 17     | 0+                   | 362     | 502+   | Il cessate il fuoco e il processo di pace si interruppero il 20 luglio 2015. |
| Totale: | 1,163              | 524    | 223                  | 2 315   | 4 325  |                                                                              |

*: principalmente a causa delle rivolte curde del 6-8 ottobre 2014 in cui 42 civili vennero uccisi dalle forze statali durante le proteste anti-governative da parte di gruppi curdi in tutta la Turchia. I manifestanti hanno denunciato la posizione di Ankara durante l'assedio dello Stato islamico a Kobanê. Questo è l'incidente principale del periodo del cessate il fuoco.

### Operazioni esterne
La Turchia ha condotto scioperi e diverse operazioni di terra in Siria e in Iraq, al fine di attaccare i gruppi legati al PKK.
| Data                           | Luogo         | Operazione                                        | Forze turche morte (ferite) | Alleati turchi morti (feriti)                  | Forze curde morte (catturate)                  |
| ------------------------------ | ------------- | ------------------------------------------------- | --------------------------- | ---------------------------------------------- | ---------------------------------------------- |
| 5 ottobre – 15 novembre 1992   | Iraq          | Operazione Iraq settentrionale                    | 28 (125)                    | —                                              | 1 551 (1 232)                                  |
| 20 marzo – 4 maggio 1995       | Iraq          | Operazione Acciaio                                | 64 (185)                    | —                                              | 555 (13)                                       |
| 12 maggio – 7 luglio 1997      | Iraq          | Operazione Martello                               | 114 (338)                   | —                                              | 2 730 (415)                                    |
| 25 settembre – 15 ottobre 1997 | Iraq          | Operazione Alba                                   | 31 (91)                     | —                                              | 865 (37)                                       |
| 21–29 febbraio 2008            | Iraq          | Operazione Sole                                   | 27                          | —                                              | 240                                            |
| 24 agosto 2016 – 29 marzo 2017 | Siria         | Operazione Scudo dell'Eufrate*                    | 71                          | 614                                            | 131 (37)                                       |
| 25 aprile 2017                 | Siria, Iraq   | Attacchi aerei turchi 2017 in Siria e Iraq        | 0                           | —                                              | 70                                             |
| 20 gennaio 2018 – presente     | Siria         | Operazione Ramoscello d'Ulivo                     | 55                          | 318 (secondo la Turchia) 2 541 (secondo l'SDF) | 820 (secondo l'SDF) 4 558 (secondo la Turchia) |
| 19 marzo 2018 – presente       | Iraq          | Operazione Scudo del Tigri in Iraq settentrionale | 112 (17)                    | —                                              | 234                                            |
| 15 agosto 2018                 | Sinjar, Iraq  | Bombardamenti turchi su Sinjar (2018)             | —                           | —                                              | 5                                              |
| 28 maggio 2019 – presente      | Iraq          | Operazione Artiglio (2019)**                      | —                           | —                                              | 2                                              |
| 9 ottobre 2019 – presente      | Rojava, Siria | Operazione Sorgente di Pace**                     | (in corso)                  | (in corso)                                     | (in corso)                                     |
| Totale:                        | Totale:       | Totale:                                           | 502 (756)                   | 932–3 155                                      | 7 575–11 607 (1 737)                           |

*: La maggior parte dei combattimenti dell'operazione Scudo dell'Eufrate della Turchia avvennero tra TSK e TFSA contro ISIS da un lato, e tra YPG contro ISIS dall'altro. Le forze turche e quelle YPG (supportate dagli Stati Uniti) evitarono il conflitto su vasta scala. L'obiettivo strategico della Turchia era impedire al cantone di Afrin di connettersi con l'area nell'est della Siria controllata dalle YPG. Tale area arrivò ad estendersi fino alla città di Manbij, situata circa 150 km ad est di Afrin. Di conseguenza solo una piccola parte di queste operazioni è stata caratterizzata da scontri tra le forze della Turchia contro le forze YPG.

**: nomi dati alle operazioni dalla leadership militare e politica turca a scopo di comunicazione/propaganda.

## Effetto demografico
La "turchificazione" delle aree prevalentemente curde nell'est e nel sud-est del paese figurava tra le prime idee e politiche del moderno nazionalismo turco risalenti al 1918 (il manifesto del nazionalista turco Ziya Gokalp recitava: "Turchificazione, islamizzazione e modernizzazione"). L'evoluzione della coscienza dei Giovani Turchi portò ad adottare un'interpretazione specifica del progressismo, una tendenza del pensiero che enfatizzava la capacità umana di creare, migliorare e rimodellare la società umana, facendo affidamento su scienza, tecnologia e sperimentazione. Questa nozione di evoluzione sociale fu usata per sostenere e giustificare le politiche di controllo della popolazione e fu attuata in maniera simile a come il darwinismo sociale fu attuato durante il colonialismo europeo. Il paradigma del kemalismo ha razionalizzato il programma di deportazione e insediamento, rafforzato con le opinioni dei giovani turchi più anziani: "In questo paese solo l'etnia turca ha il diritto di rivendicare diritti etnici e razziali, nessun altro ha questo diritto." Le ribellioni curde in Turchia che seguirono la guerra d'indipendenza fornirono un comodo pretesto ai kemalisti turchi per attuare tali idee, permettendo di emanare nel 1926 una legge sugli insediamenti. Tale legge ha creato un complesso schema di interazione tra stato e società, in cui il regime ha favorito gli insediamenti turchi in zone popolate prevalentemente da altre etnie. La gente del posto fu contrassegnata come ostile ed estromessa dalla propria terra natale.
Durante gli anni '90, le aree della Turchia orientale e sud-orientale a prevalenza curda (il Kurdistan turco) divennero spopolate a causa del conflitto. La Turchia distrusse insediamenti rurali su larga scala, determinando un massiccio reinsediamento della popolazione rurale curda nelle aree urbane e portando alla riprogettazione degli insediamenti in tutte le campagne. Secondo il dott. Joost Jongerden, le politiche di insediamento e reinsediamento turche negli anni '90 furono influenzate da due diverse forze: il desiderio di espandere l'amministrazione nelle aree rurali e una visione alternativa dell'urbanizzazione, che avrebbe dovuto produrre la "turchicità".

## Violazioni dei diritti umani
La Turchia e il PKK hanno commesso numerose violazioni dei diritti umani durante il conflitto. "L'ex ambasciatore francese in Turchia, Eric Rouleau, dichiarò:
Secondo il Ministero della Giustizia, oltre alle 35 000 persone uccise nelle campagne militari, 17 500 furono assassinati tra il 1984, quando iniziò il conflitto e il 1998. Altre 1 000 persone sarebbero state assassinate nei primi nove mesi del 1999. Secondo la stampa turca, gli autori di questi crimini, nessuno dei quali è stato arrestato, appartengono a gruppi di mercenari che lavorano direttamente o indirettamente per le agenzie di sicurezza.

### Violazioni curde

#### Rapimenti
Nelle sue fasi iniziali, il PKK ha reclutato sistematicamente bambini, uomini e donne rapendoli. Questo costrinse le famiglie i cui figli erano già membri dell'organizzazione a cooperare e quindi a trasformarli in complici, il che aumentò il numero di donne che si univano al gruppo, secondo la pubblicazione, pubblicata dalla Jamestown Foundation. Il sistematico sequestro di bambini era al culmine tra la fine degli anni '80 e l'inizio degli anni '90, quando il PKK decise di costringere ogni famiglia a mandare qualcuno a servire le sue ali armate dopo il terzo congresso. Molti bambini rapiti sono stati descritti come eroi in Serxwebun, la rivista mensile del PKK, quando furono uccisi negli scontri. Alcune vittime come Esengul Akgul, un bambino soldato che era stato rapito quando aveva solo dieci anni nel 1990, sono stati descritti come "combattenti rivoluzionari esemplari".
Un rapporto americano ha dichiarato che la politica di reclutamento forzato del PKK mediante rapimento è drammaticamente aumentata dal 1994. L'organizzazione ha usato tale politica per compensare le pesanti perdite subite sin dai primi giorni del conflitto.  Nel 2014, un gruppo di famiglie curde ha organizzato un sit-in davanti al municipio della provincia sud-orientale di Diyarbakir per protestare contro il reclutamento forzato dei loro figli da parte del PKK. Dopo due settimane di proteste, le famiglie hanno iniziato lo sciopero della fame per chiedere il ritorno dei loro bambini rapiti.
Il 28 maggio 2012 un gruppo di militanti ha rapito 10 lavoratori impegnati in un progetto di costruzione di strade a Iğdır. Un mese dopo, un altro gruppo di militanti bloccò la strada tra Diyarbakir e Bingöl e rapì un turista britannico.

#### Terrorismo
All'inizio degli anni '80, Abdullah Öcalan, il leader dell'organizzazione, ha chiesto ai civili di scegliere tra lealtà al governo e sostegno al PKK. Ciò ha portato ad una campagna di terrorismo contro civili, ospedali, scuole e istituzioni. Migliaia di persone sono state uccise per aver servito il governo o semplicemente per aver rifiutato di sostenere l'organizzazione. Inoltre, centinaia di scuole sono state bruciate e oltre 217 insegnanti sono stati uccisi. Il PKK considerava le scuole come "emblemi dell'imperialismo turco" appartenente al "sistema di assimilazione coloniale" e una giustificazione per l'uccisione di insegnanti era che insegnavano la lingua turca ai bambini curdi.

Nei primi anni '90, l'organizzazione iniziò a bombardare obiettivi civili e commise massacri contro civili innocenti dopo che il governo si rifiutò di negoziare. Secondo Jessica Stanton, il cambiamento nelle tattiche del PKK era una risposta diretta al comportamento del governo. Abdullah Öcalan, il capo dell'organizzazione, dichiarò pubblicamente: 
La campagna terroristica dell'organizzazione è stata così brutale da causare persino critiche all'interno dell'organizzazione. Durante la quarta conferenza dell'organizzazione, alcuni membri dell'organizzazione hanno chiesto la fine degli attacchi contro i civili. Tale richiesta consentì di ridurre il numero di attacchi per alcuni anni, ma non li fermò. L'organizzazione ha continuato a massacrare civili, bombardare siti turistici e alberghi e rapire turisti. È considerata responsabile di circa 7 000 morti civili da quando è stata fondata. Nel 1997, il Dipartimento di Stato statunitense incluse il PKK nell'elenco delle organizzazioni terroristiche per via del suo uso continuo della violenza durante gli anni '90.
Il 21 ottobre 1993, l'organizzazione ha commesso il massacro di Derince, uccidendo 22 persone della stessa famiglia. Uomini, donne, e bambini sono stati brutalmente giustiziati dopo essere stati accusati di cooperare con lo stato. Il PKK giustiziò anche alcuni panettieri che consegnarono il pane alle basi militari, bruciò e uccise proprietari di stazioni di rifornimento che servirono le autorità nelle zone in cui erano attivi. Fu vietata la distribuzione dei giornali turchi e l'osservazione dei canali televisivi turchi, costringendo gli abitanti a rimuovere le loro antenne. Agli abitanti fu vietato di aderire a qualsiasi partito politico turco e fu necessario ottenere l'approvazione del PKK per candidarsi negli uffici locali. Secondo quanto riportato da Amnesty International nel 1997, il PKK ha torturato e ucciso contadini curdi e propri membri dissidenti negli anni '80. Dozzine di civili curdi sono stati rapiti e uccisi perché sospettati di essere collaboratori o informatori. Secondo un rapporto del 1996 di Amnesty International, "nel gennaio 1996 il governo turco ha annunciato che il PKK aveva massacrato 11 uomini vicino al villaggio di Güçlükonak, sette dei quali erano membri delle guardie locali del villaggio".
Tra il 1995 e il 1999, i "team di guerriglieri suicidi" dell'organizzazione, costituiti principalmente da donne, furono responsabili di 21 attacchi terroristici suicidi in Turchia.
Il 6 novembre 2018, il Dipartimento di Stato statunitense ha aggiunto i tre massimi dirigenti del PKK, Murat Karayılan, Cemil Bayik e Duran Kalkan, nell'elenco dei terroristi più ricercati al mondo.

### Violazioni turche

#### Crimini contro l'umanità
Nel novembre del 1992, gli ufficiali della gendarmeria turca costrinsero il capo del villaggio di Kelekçi ad evacuare tutti gli abitanti, prima di sparare su di essi e sulle loro case con armi pesanti. I soldati hanno inizialmente dato fuoco a nove case e costretto tutti gli abitanti del villaggio a fuggire. In seguito, hanno bruciato il resto del villaggio distruggendo tutte le 136 case.
Il 21 gennaio 2016, un rapporto pubblicato da Amnesty International ha dichiarato che più di 150 civili erano stati uccisi a Cizre. Secondo Amnesty International, il coprifuoco era stato imposto in più di 19 diverse città e distretti, mettendo a rischio la vita di centinaia di migliaia di persone. Inoltre, il rapporto affermava che le restrizioni sproporzionate del governo in materia di movimento e altre misure arbitrarie assomigliavano a punizioni collettive, un crimine di guerra nell'ambito delle Convenzioni di Ginevra del 1949.
Human Rights Watch afferma che:
- Come Human Rights Watch ha spesso denunciato e condannato, le forze governative turche hanno anche commesso gravi violazioni dei diritti umani internazionali e del diritto umanitario, incluse torture, uccisioni extragiudiziali e fuoco indiscriminato durante il conflitto con il PKK. Continuiamo a chiedere al governo turco di indagare e ritenere responsabili quei membri delle sue forze di sicurezza responsabili di tali violazioni. Nondimeno, secondo il diritto internazionale, gli abusi del governo non possono in alcun caso essere visti per giustificare o scusare quelli commessi dal PKK di Ocalan.[236]
- Il Partito dei Lavoratori del Kurdistan (PKK), un gruppo separatista che abbraccia l'uso della violenza per scopi politici, continua a condurre la guerriglia nel sud-est, spesso in violazione del diritto internazionale umanitario o delle leggi di guerra. Invece di tentare di catturare, interrogare e incriminare persone sospettate di attività illegali, le forze di sicurezza turche hanno ucciso i sospetti in incursioni domestiche, fungendo quindi da investigatore, giudice, giuria e boia. La polizia ha regolarmente affermato che tali morti si sono verificate in scontri a fuoco tra polizia e "terroristi". In molti casi, testimoni oculari hanno riferito che nessun fuoco veniva dalla casa o dall'appartamento attaccati. Rapporti affidabili hanno indicato che, mentre gli occupanti di locali razziati sono stati colpiti e uccisi, nessuna polizia è stata uccisa o ferita durante i raid. Questa discrepanza suggerisce che le uccisioni sono state sommarie, esecuzioni extragiudiziali, in violazione dei diritti umani internazionali e del diritto umanitario.[237]

Attivisti curdi per i diritti umani e curdi residenti in Germania hanno accusato la Turchia di usare armi chimiche contro il PKK. Hans Baumann, un esperto tedesco di foto contraffatte, ha indagato sull'autenticità delle foto e ha affermato che le foto erano autentiche. Un rapporto forense rilasciato dall'ospedale universitario di Amburgo ha sostenuto le accuse. Claudia Roth del Green Party tedesco ha chiesto spiegazioni al governo turco.

#### Terrorismo di stato
Sin dalla sua fondazione, la Repubblica di Turchia ha perseguito politiche variamente assimilazioniste e repressive nei confronti del popolo curdo. All'inizio del conflitto, il rapporto del PKK con i suoi sostenitori civili incentivò il governo turco a usare il terrorismo contro i civili nella regione sud-orientale a prevalenza curda. Dall'inizio degli anni '80, le autorità hanno sistematicamente utilizzato arresti arbitrari, esecuzioni di sospetti e torture. Nel 1993, il rapporto pubblicato da Human Rights Watch dichiarò:
Secondo Human Rights Watch, le autorità avrebbero giustiziato i civili curdi e scattato foto ai loro cadaveri dopo averli muniti di armi, in una messa in scena finalizzata a mostrarli come "terroristi" del PKK. Nel 1995, un altro rapporto pubblicato da Human Rights Watch dichiarò:
Sparare e uccidere manifestanti pacifici è stato uno dei metodi con cui le forze di sicurezza hanno usato per diffondere la paura. Nel 1992, le forze di sicurezza hanno ucciso più di 103 manifestanti, 93 dei quali durante la celebrazione di Newroz in tre città curde. Nessun membro della forza di sicurezza è mai stato accusato di alcuno dei decessi.
Nei primi anni '90, centinaia di persone erano scomparse dopo essere state arrestate dalle forze di sicurezza. Solo nel 1992, più di 450 persone sarebbero state uccise. Tra le vittime figurano giornalisti, insegnanti, medici, attivisti per i diritti umani e leader politici. Le forze di sicurezza hanno solitamente negato di aver arrestato tali vittime, ma a volte hanno affermato di aver rilasciato le vittime dopo averle "trattenute per un breve periodo". Secondo l'Associazione per i diritti umani (İHD), ci sono stati 940 casi di sparizione forzata dagli anni '90. Inoltre, si ritiene che oltre 2548 persone uccise in omicidi extragiudiziali siano state sepolte in almeno 253 fosse comuni. Il 6 gennaio 2011, i corpi di 12 persone sono stati trovati in una fossa comune nei pressi di una vecchia stazione di polizia a Mutki, Bitlis. Alcuni mesi dopo, altre tre fosse comuni sono state trovate nel giardino della stazione di polizia di Çemişgezek.
Nel 1997, Amnesty International (AI) ha riferito che le sparizioni e le esecuzioni extragiudiziali erano emerse come modelli nuovi e inquietanti di violazioni dei diritti umani da parte dello stato turco.
Nel 2006, l'ex ambasciatore Rouleau ha affermato che il persistere delle violazioni dei diritti umani nei confronti dell'etnia curda è uno dei principali ostacoli all'adesione della Turchia all'Unione europea

#### Torture
Nell'agosto del 1992, la Human Rights Watch riferì che la tortura era ampiamente utilizzata da parte delle forze di sicurezza della Turchia. Le vittime della tortura intervistate da Helsinki Watch hanno rivelato la pratica sistematica della tortura contro i detenuti in custodia di polizia. Sedici detenuti erano morti in circostanze sospette, dieci di loro erano curdi nel sud-est.
Nel 2013, The Guardian riferì che lo stupro e la tortura dei prigionieri curdi in Turchia sono pratiche abituali delle forze di sicurezza. Secondo il rapporto, pubblicato da Amnesty International nel 2003, Hamdiye Aslan, una prigioniera accusata di sostenere il PKK, era stata detenuta nella prigione di Mardin, nel sud-est della Turchia, per quasi tre mesi in cui, a quanto si dice, era bendata, violentata analmente con un manganello, minacciata e derisa dagli ufficiali.
Nel febbraio 2017, un rapporto pubblicato dall'Alto commissariato delle Nazioni Unite per i diritti umani dichiarò che le autorità turche avevano picchiato e pugnalato detenuti, usando violenza sessuale, tra cui stupri e minacce di stupro. In alcuni casi, i detenuti sono stati fotografati nudi e minacciati di pubblica umiliazione dopo essere stati torturati dalle autorità turche.

#### Esecuzioni
Il 25 febbraio 1992, Cengiz Altun, il corrispondente di Batman per il giornale pro-curdo settimanale Yeni Ulke, fu trovato morto dopo essere stato minacciato di morte alla Gendus Gendarmerie Station. Più di 33 giornalisti curdi che lavoravano per diversi giornali furono uccisi tra il 1990 e il 1995. Le uccisioni di giornalisti curdi erano iniziate dopo che la stampa filo-curda aveva iniziato a pubblicare il primo quotidiano con il nome di "Özgür Gündem" (Agenda gratuita). Musa Anter, un eminente intellettuale e giornalista curdo di Özgur Gundem, è stato assassinato dai membri della Gendarmerie Intelligence Organization nel 1992.
Nel 1992, le forze di sicurezza turche hanno ucciso settantaquattro persone in incursioni domestiche e oltre cento persone in manifestazioni.
Nell'ottobre 2016 sono apparse immagini amatoriali che mostravano soldati turchi che giustiziavano due membri femminili del PKK catturate vive.
Nel febbraio 2017, Alto commissariato delle Nazioni Unite per i diritti umani pubblicò un rapporto che condannava il governo turco per aver eseguito esecuzioni sistematiche, espellendo civili, stuprando e torturando detenuti nel sud-est della Turchia.

#### Arresti
Dall'inizio degli anni '80, il governo turco è stato responsabile di centinaia di migliaia di arresti e detenzioni arbitrarie.